# Brasile ai XVII Giochi olimpici invernali
Il Brasile ha partecipato ai XVII Giochi olimpici invernali di Lillehammer, che si sono svolti dal 12 al 27 febbraio 1994, con una delegazione di un solo atleta.

## Sci alpino
| Gare maschili  |                         |              |           |
| Gara           | Atleta                  | Tempo totale | Posizione |
| Discesa Libera | Lothar Christian Munder | 1:56.48      | 50°       |